# Всесвітній день молоді (свято)
Всесвітній день молоді — неофіційне міжнародне свято молоді під егідою Всесвітньої федерації демократичної молоді, який відзначається щорічно 10 листопада.

## Історія свята
Свято було засновано в 1945 році, через приблизно два місяці після закінчення Другої світової війни. Дата святкування «Всесвітнього дня молоді» приурочена до дня закінчення Всесвітньої конференції молоді, що проходила 29 жовтня — 10 листопада 1945 року в Лондоні, та заснування Всесвітньої федерації демократичної молоді. Міжнародне об’єднання молодіжних організацій - це центр міжнародного демократичного молодіжного руху, який об’єднує молодь незалежно від політичних і релігійних поглядів, расової та національної приналежності. Всесвітня федерація демократичної молоді (ВФДМ) веде боротьбу за мир, права молоді, незалежність народів, інтернаціональне згуртування прогресивної молоді проти колоніалізму, неоколоніалізму, нацизму і расизму.